# Storselet (Vilhelmina socken, Lappland)
Storselet är en sjö i Vilhelmina kommun i Lappland och ingår i Ångermanälvens huvudavrinningsområde. Sjön har en area på 0,147 kvadratkilometer och ligger 466,3 meter över havet. Sjön avvattnas av vattendraget Nästansjöån.

## Delavrinningsområde
Storselet ingår i det delavrinningsområde (719938-152332) som SMHI kallar för Utloppet av Storselet. Medelhöjden är 513 meter över havet och ytan är 1,65 kvadratkilometer. Räknas de 8 avrinningsområdena uppströms in blir den ackumulerade arean 101,73 kvadratkilometer. Nästansjöån som avvattnar avrinningsområdet har biflödesordning 2, vilket innebär att vattnet flödar genom totalt 2 vattendrag innan det når havet efter 311 kilometer. Avrinningsområdet består mestadels av skog (82 procent). Avrinningsområdet har 0,14 kvadratkilometer vattenytor vilket ger det en sjöprocent på 8,6 procent.